# Landgericht Kassel

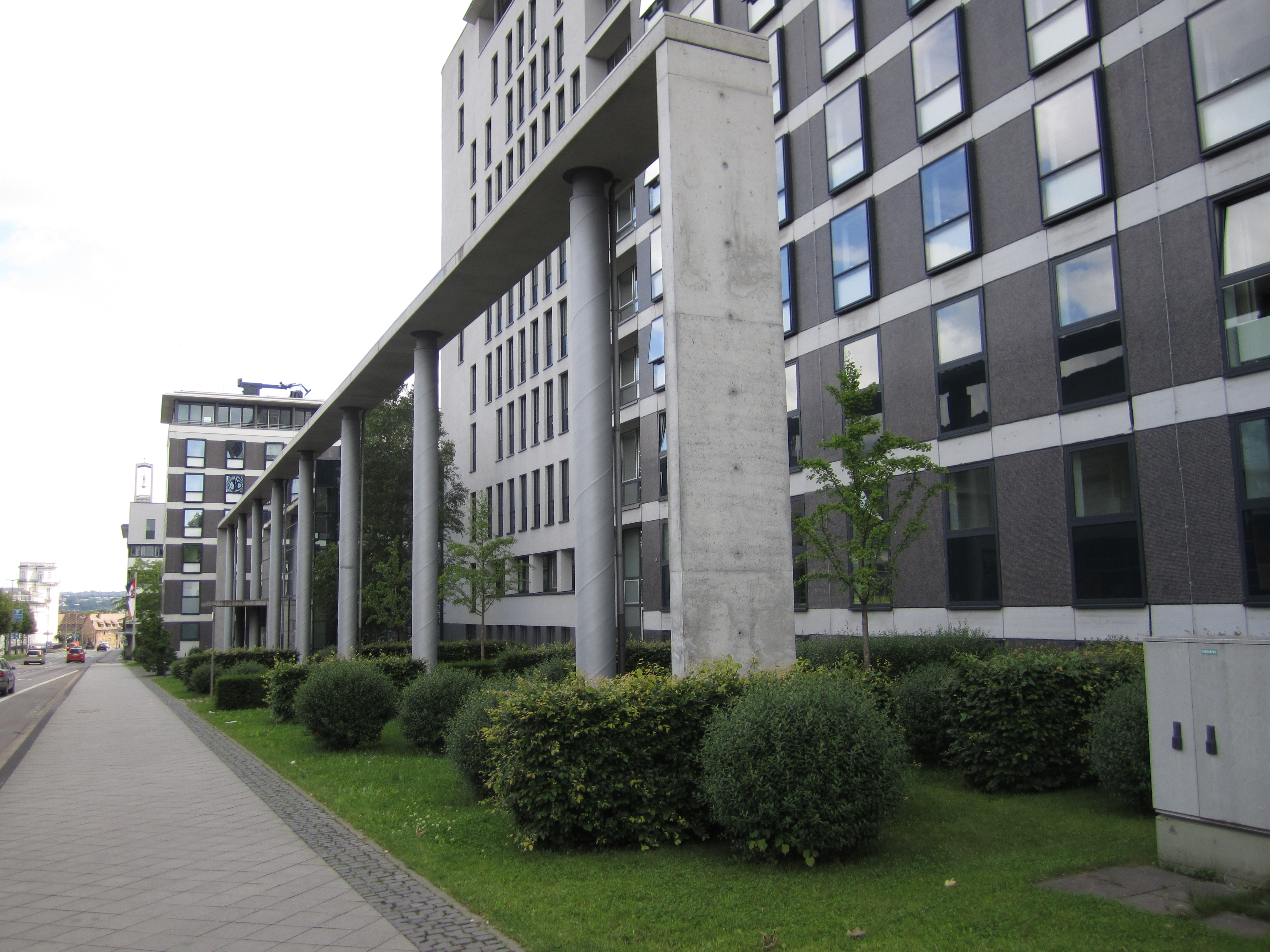
Landgericht Kassel

Das Landgericht Kassel ist ein Gericht der ordentlichen Gerichtsbarkeit und eines von neun Landgerichten in Hessen. Es hat seinen Sitz in Kassel. 

## Gebäude
Seinen Sitz hat das Landgericht (LG) Kassel in der Frankfurter Straße 7 gegenüber der Karlskirche. Im selben Gebäudekomplex sind auch die Staatsanwaltschaft Kassel, das Amtsgericht Kassel sowie die in Kassel beheimateten Außensenate des Oberlandesgerichts Frankfurt am Main (OLG) untergebracht. Erbaut wurde das Gebäude in den 1960er Jahren. 1994 wurde eine grundlegende Renovierung, Restaurierung und Neustrukturierung des Justizzentrums durch das Justizministerium des Landes Hessen in Auftrag gegeben. Die bestehenden Gebäude wurden renoviert und teilweise aufgestockt, zwei neue Gebäude wurden errichtet. In eines der beiden neu gebauten Gebäude zog anschließend das Landgericht. Insgesamt wurden durch die Maßnahmen 11.000 Quadratmeter neue Fläche hinzugewonnen. Im November 2004 eröffnete Ministerpräsident Roland Koch und Justizminister Christean Wagner den neuen Komplex. 2008 erhielten die Bauherren und die Architekten die Simon-Louis-du-Ry-Plakette vom BDA für die Gute Architektur in Hessen.

## Geschichte
Als Residenzstadt der Landgrafschaft Hessen-Kassel war Kassel seit Jahrhunderten Sitz von Obergerichten. Die Neuregelung des Justizwesens im Königreich Westphalen 1807 führte zu der Trennung von Rechtsprechung und Verwaltung. Für die Verwaltung war nun das Departement der Fulda zuständig, die Rechtsprechung in zweiter Instanz erfolgte durch das Distriktsgericht Kassel. Dieses war als zweite Instanz für die Friedensgerichte zuständig, die auf Ebene der Kantone gebildet worden waren.
Mit dem Ende des Königreichs Westphalen im Jahre 1813 wurde die Trennung von Rechtsprechung und Verwaltung rückgängig gemacht und das Kurfürstentum Hessen führte 1814 die alten Organisationsformen wieder ein.
Mit Verordnung vom 29. Juni 1821 wurden in Kurhessen Verwaltung und Justiz getrennt. Nun waren für die „innere Verwaltung“ auf unterer Ebene die Kreise und für die erstinstanzliche Rechtsprechung Justizämter zuständig, als Gerichte der zweiten Instanz wurden Obergerichte, hier also das Obergericht für die Provinz Niederhessen (ab 1851: Obergericht Kassel) eingeführt. Der Gerichtsbezirk war bis 1851 die Provinz Niederhessen, danach bis 1864 die gesamte nördliche Landeshälfte.
Nach dem Deutschen Krieg 1866 annektierte (amtlich: „Vereinigung“ mit) Preußen Kurhessen. Das Obergericht wurde aufgehoben und 1867 durch das Kreisgericht Kassel, 1879, nach der Neuordnung durch die Reichsjustizgesetze, durch das Landgericht Kassel ersetzt.
1933 wurde ein dem Landgericht zugeordnetes Sondergericht „...zur Abwehr heimtückischer Angriffe gegen die Regierung der nationalen Erhebung“ eingerichtet, bis März 1945 wurden viertausend Personen, unter ihnen etwa 1200 aus Kassel, in politischen Verfahren wegen „Heimtücke“, „Wehrkraftzersetzung“, „Rundfunkverbrechen“ etc. als so genannte „Volksschädlinge“ angeklagt.
1935 wurde das preußische Landgericht Kassel – wie alle Gerichte der deutschen Länder – direkt dem Reichsministerium der Justiz unterstellt.
Nach dem Zweiten Weltkrieg wurden die Justizbehörden durch die amerikanische Besatzungsmacht in Hessen wieder aufgebaut. Auch das Landgericht wurde in Kassel im Oktober 1945 als Einrichtung des (damaligen) Staates Groß-Hessen neu gegründet. Der Gerichtsbezirk umfasste nun den Regierungsbezirk Kassel. Einige Zuständigkeiten wurden an das Landgericht Marburg und das Landgericht Fulda abgegeben.
Bundesweite Bekanntheit erlangte das LG Kassel durch die Verhandlung des Falles des Elternmordes von Morschen und des Kannibalen von Rotenburg Armin Meiwes.
Seit 2014 ist Albrecht Simon Präsident des Gerichts.

### Landesarbeitsgericht Kassel
Gemäß Arbeitsgerichtsgesetz vom 23. Dezember 1926 wurden in Deutschland Arbeitsgerichte gebildet. Diese waren nur in der ersten Instanz unabhängig, die Landesarbeitsgerichte waren den Landgerichten zugeordnet. Am Landgericht Kassel entstand so 1927 das Landesarbeitsgericht Kassel als einziges Landesarbeitsgericht im Bezirk des Oberlandesgerichtes Kassel. Dem Landesarbeitsgericht Kassel waren folgende Arbeitsgerichte zugeteilt: Arbeitsgericht Korbach, Arbeitsgericht Eschwege, Arbeitsgericht Fulda, Arbeitsgericht Hanau, Arbeitsgericht Hersfeld, Arbeitsgericht Kassel, Arbeitsgericht Marburg und Arbeitsgericht Schmalkalden. Nach der Besetzung Deutschlands durch die Alliierten wurden 1945 zunächst alle Gerichte geschlossen. Die ordentlichen Gerichte wurden schon bald wieder eröffnet, während die Arbeitsgerichte zunächst außer in Hamburg nicht wieder eingerichtet wurden, so dass arbeitsgerichtliche Streitigkeiten von den ordentlichen Gerichten erledigt werden mussten. Gemäß Kontrollratsgesetz 21 sollten in Deutschland Arbeitsgerichte aufgebaut werden. Für das Groß-Hessen entstand ein einheitliches Hessische Landesarbeitsgericht in Frankfurt, in Kassel wurde kein neues Landesarbeitsgericht gebildet.

## Instanzenzug

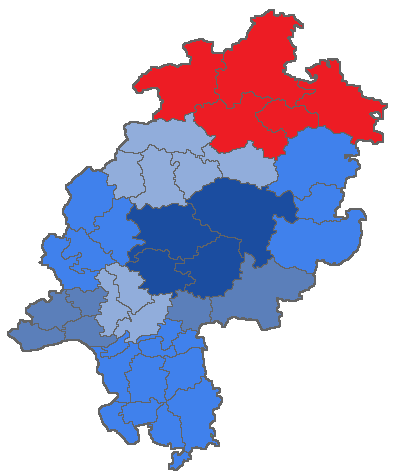
Lage des Landgerichtsbezirks Kassel in Hessen

Zum Gerichtsbezirk gehören die Amtsgerichte Eschwege, Fritzlar, Kassel, Korbach und Melsungen sowie eine Zweigstelle in Hofgeismar.
Dem Landgericht Kassel ist das Oberlandesgericht Frankfurt am Main übergeordnet.

## Juristen, die am Landgericht Kassel tätig waren
- Ludwig Büff, Oberappellationsrat, wirkte an der Entwicklung der Zivilprozessordnung mit
- Lothar Fischer, Jurist und Richter am Staatsgerichtshof
- Erich Lewinski, Sozialist, Widerstandskämpfer gegen den Nationalsozialismus
- Nora Platiel, sozialdemokratische Politikerin, Widerstandskämpferin gegen den Nationalsozialismus
- Walter Wallmann, ehem. Hessischer Ministerpräsident und Bundesumweltminister
- Franz Eichhoff (Landgerichtsdirektor 1924 bis 1926)